# Yvon Marciano
Pour les articles homonymes, voir Marciano.
Yvon Marciano, né le 13 février 1953 à Marnia (Algérie) et mort le 23 novembre 2011 à Rueil-Malmaison, est un réalisateur, scénariste, producteur de cinéma et de télévision, metteur en scène de théâtre et écrivain français.

## Biographie
Diplômé d'une licence de Lettres modernes, Yvon Marciano a également étudié à l'École Louis-Lumière à Paris et a obtenu un BTS de cinéma, option image et réalisation.
Il réalisa de multiples courts métrages qui rencontrèrent un grand succès critique et public, dont Emilie Muller qui a obtenu de multiples prix et nominations (notamment aux Festivals de Cannes et de Clermont-Ferrand). Il est également le réalisateur de deux longs métrages, dont Le Cri de la soie, très grand succès auprès des professionnels et de l'Académie des Césars avec la nomination de Marie Trintignant comme Meilleure Actrice. Encore aujourd'hui en 2020, ses films, notamment Emilie Muller, ont une importante renommée auprès des professionnels, de la presse et des écoles de cinéma[réf. nécessaire].
Il a réalisé plusieurs films publicitaires ainsi que des documentaires, émissions et programmes pour la télévision, et réalisa des films pour Les Talents Adami.
Il fut aussi un homme de théâtre avec des mises en scène et collaborations, notamment au Théâtre de l'Atelier, Cinq filles couleur pêche, pièce qui fut de nombreuses fois reprise encore aujourd'hui.
Il fut professeur de réalisation à l'École supérieure d'études cinématographiques (ESEC) pendant plusieurs années, enseigna le travail de l'acteur face à la caméra à Classe libre du Cours Florent, et fut également enseignant et correcteur à la FEMIS (Paris).

## Filmographie

### Réalisateur
Courts métrages
- 1982 : Autopsie
- 1987 : La Face cachée de la Lune
- 1993 : Émilie Muller
- 1999 : La Part d'ombre
- 2001 : Toilettes pour dames
- 2001 : Tango
- 2001 : La Tache
- 2001 : Nous deux
- 2001 : En scène !
- 2003 : Par amour
- 2006 : J'aime

Longs métrages
- 1996 : Le Cri de la soie
- 2009 : Vivre !

### Scénariste
- 1982 : Autopsie
- 1987 : La Face cachée de la Lune
- 1993 : Émilie Muller
- 1996 : Le Cri de la soie
- 1999 : La Part d'ombre
- 2001 : Toilettes pour dames
- 2001 : Tango
- 2001 : La Tache
- 2001 : Nous deux
- 2001 : En scène !
- 2003 : Par amour
- 2006 : J'aime
- 2009 : Vivre !

### Directeur de la photographie
- 1976 : Le Dernier 55
- 1976 : Bibiche
- 1978 : Feux de nuit
- 1978 : Fumées
- 1978 : La Voix de son maître

### Producteur
- 1982 : Autopsie
- 1987 : La Face cachée de la Lune
- 1993 : Émilie Muller
- 1999 : La Part d'ombre
- 2003 : Par amour
- 2006 : J'aime

## Théâtre

### Metteur en scène
- 1999 : Et Guitry créa la femme...
- 2003 : Cinq Filles couleur pêche d'Alan Ball, Théâtre de l'Atelier

## Distinctions

### Récompenses
- 1986 : La Face cachée de la lune : Grand Prix du Jury et Prix du Public, Alès 1988, Prix de la ville de Villeurbanne 1987, Prix Novais-Teixeira 1988 du meilleur court métrage de l'année, décerné par le Syndicat français de la critique de cinéma.
- 1993 : Émilie Muller : UIP Award du Meilleur Film du British Short Film Festival de Londres 1994, Prix du Public au Festival d’Istanbul 1995, Grand Prix du Jury du Festival méditerranéen de Bastia 1993, Grand Prix du Festival de Brest 1993, Grand Prix du Jury et Prix du Public film court métrage du Festival de Belfort 1993, Prix du Public et Prix des Lycées du Festival de Villeurbanne 1993, Prix de la Presse et mention spéciale du Jury au Festival de Clermont-Ferrand 1994, Prix Henri Alekan au Festival Acteurs/Acteurs de Tours 1994, Grand Prix du court métrage aux Rencontres cinématographiques de Prades 1994, Prix Novais-Teixeira 1993 du meilleur film de court métrage de l'année, attribué par le Syndicat français de la critique de cinéma.
- 1996 : Le Cri de la soie : Grand Prix du Meilleur Scénariste 1991, Prix de la Fondation Gan pour le Cinéma 1993, Prix du meilleur script européen d'Angers 1994, Mention spéciale Cicae (Cinémas d'art et d'essai) à Cannes 1996, Prix des lecteurs du Nouvel Observateur au Festival de Paris 1996, Prix du Public au Festival espoirs en 35 mm de Mulhouse 1996, Passion d’Or au Festival d'Aubagne 1996, sélectionné au Festival de Cannes 1996.
- 1999 : La Part de l'ombre : Grand Prix du Festival du film de Paris 2000.

### Nominations
- Émilie Muller : César du court métrage 1995.